# Манчини (род)
Манчи́ни (итал. Mancini) —  знатный итальянский род римского происхождения. Основан в 990 году в Папском государстве благородным римлянином Люцием Манчином.

## Происхождение
Манчини возводили своё происхождение от Луция Гостилия Манцина, древнеримского консула из рода Гостилиев. Ранее Манчини носили фамилию Манчини де Лючии (итал. Lucij), на это также указывает изображения щук на их гербе — «люччо» (итал. luccio) на итальянском языке означает «щука». Они также носили фамилию Оньи-Санти (итал. Ogni Santi), что переводится с итальянского языка как «Все Святые». Эта фамилия стала употребляться ими после акта кровной мести в день Всех Святых между Манчини из района Монти и района Треви. Полностью фамилия звучала как Оньи-Санти-детто-Манчини-де-Лючий или Оньи-Санти-Манчини-де-Лючий. С XV—XVI века представители рода стали носить только фамилию Манчини. Первым представителем рода, чьё существование подтверждается в документах был благородный римлянин Люций Манчин, живший в 990 году.

## История рода
Люцию Манчину наследовал его сын Пётр, у которого были два сына — Леон и Герард I и две дочери — Бона и Констанция. В 1042 году он и его потомки получили достоинство благородных римлян от римского папы Бенедикта IX. У Герарда I был сын Пётр II, у которого в свою очередь были сыновья — Пётр III и Герард II. Известно, что в 1139 году Петр III служил чтецом в Латеранской базилике. У Петра III был сын Пётр IV, который упоминается в документе под 1177 годом. У последнего было четыре сына: Иоанн «Могучий Сеньор» и Пётр V — оба упоминаются в документе под 1202 годом, Франциск, капитан милиции маркграфа Аццолино д’Эсте, который в 1213 году даровал ему достоинство феррарского патриция и сеньора Фузиньяно, и Лоренцо, в 1229 году сочетавшийся браком с Филиппой Франджипане, дочерью благородного римлянина Оддоне Франджипане. У Лоренцо было два сына: Никола и Джакомо. В 1256 году Джакомо, спасаясь от преследования со стороны рода Вителлески, бежал в Сицилийское королевство, где основал Сицилийскую ветвь рода Манчини с титулами баронов Тарделло, Тумминии и Ольиастро. Никола, о котором сохранилась запись в картулярии церкви Санта-Мария-Нуова под 1259 годом, имел сына Герарда III и внука Герарда IV, о котором также имеется запись в картулярии церкви Санта-Мария-Нуова под 1330 годом. У последнего был сын «Пётр IV Оньи-Санти, называемый Манчини де Лючий», имевший титул великого графа римского, чьи потомки уже носили только фамилию Манчини.
3 июня 1441 года Лоренцо II, сын Петра IV, купил феод Леприньяна у Джакомо Конти, сына Николы Конти, графа Ангуиллары и стал 1-м сеньором Леприньяны из дома Манчини. Он был возведён в потомственное рыцарское достоинство неаполитанским королём Альфонсом V, даровавшим ему девиз: «Славный род Люция дольше славься в потомках» (лат. Lucia Stirps claris olim lucebat alumnis). Ото Манчини, сын Алессандро, 3-о сеньора Леприньяны, служил секретарём у Федерико II д’Арагона, принца Скуиллаче, который 17 ноября 1487 года даровал ему титул барона Казале-ди-Сан-Никола-а-Рипа и одноименный феод в Неаполитанском королевстве. Сын Ото, Доменико Никола I Манчини 6 июня 1535 года был удостоен титула маркиза Фузиньяно от принца Франческо д’Эсте, сына феррарского герцога Альфонсо I. Доменико Никола переехал в Неаполитанское королевство, основав Неаполитанскую ветвь рода Манчини с титулами феррарских и анконских патрициев, графов Манчини, маркизов Фузиньяно, баронов Казале-ди-Сан-Никола-а-Рипа, баронов Джулиано и баронов Священной Римской империи, сеньоров Каннето, Сильва-Нигра, Каннеллара и Санта-Лючия. От этой линии, в свою очередь, в середине XIX века отделилась ветвь Манчини–Сан-Витторио, графов Манчини, маркизов Фузиньяно, феррарских и анконских патрициев, которую основал Антонио Манчини.
В 1587 году Лоренцо IV, 7-й сеньор Леприньяна, продал феод Джузеппе Джустиниани. С того времени Манчини титуловались как римские бароны Манчини. Внук Лоренцо IV, Лоренцо V, он же Микеле Лоренцо Манчини, 6 августа 1634 года сочетался браком с Джироламой Мазарино, дочерью Пьетро Антонио Мазарино и Ортензии, урождённой Буфалини из дома графов Сан-Джустино. Братом его жены был первый министр французского королевства, кардинал Джулио Мазарини, по протекции которого все дочери Микеле Лоренцо и Джироламы вышли замуж за аристократов, а сын — Филиппо-Джулиано Манчини наследовал от двоюродного деда титул герцога Невера, основав, таким образом боковую ветвь Манчини–Мазарини.